# Біляківка
Біляківка — село в Україні, у Синельниківському районі Дніпропетровської області. Входить до складу Межівської селищної громади. Населення становить 16 осіб. До 2017 року орган місцевого самоврядування — Райпільська сільська рада.

## Історія
12 червня 2020 року, відповідно до розпорядження Кабінету Міністрів України № 709-р від «Про визначення адміністративних центрів та затвердження територій територіальних громад Дніпропетровської області», увійшло до складу Межівської селищної громади.
19 липня 2020 року, в результаті адміністративно-територіальної реформи і ліквідації Межівського району, село увійшло до складу новоутвореного Синельниківського району.

## Географія
Село Біляківка розміщене на правому березі річки Солона, вище за течією на відстані 5 км розташоване село Новосергіївка (Покровський район), нижче за течією на відстані 1 км наявне село Мар'ївка, на протилежному березі — село Муравка.